# Districtul Wang Sam Mo
Wang Sam Mo (în thailandeză วังสามหมอ) este un district (Amphoe) din provincia Udon Thani, Thailanda, cu o populație de 55.730 de locuitori și o suprafață de 727,3 km².

## Componență
Districtul este subdivizat în 6 subdistricte (tambon), care sunt subdivizate în 72 de sate (muban).
| Nr. | Nume              | În thailandeză | Sate | Locuitori |
| --- | ----------------- | -------------- | ---- | --------- |
| 1.  | Nong Kung Thap Ma | หนองกุงทับม้า     | 11   | 07,922    |
| 2.  | Nong Ya Sai       | หนองหญ้าไซ      | 09   | 07,649    |
| 3.  | Ba Yao            | บะยาว          | 12   | 09,441    |
| 4.  | Phasuk            | ผาสุก           | 18   | 15,421    |
| 5.  | Kham Khok Sung    | คำโคกสูง        | 09   | 05,615    |
| 6.  | Wang Sam Mo       | วังสามหมอ       | 13   | 11,683    |